# جدیده الشوف
جدیده الشوف (به عربی: جديدة الشوف) یک منطقهٔ مسکونی در لبنان است که در شهرستان شوف واقع شده‌است.